# NHL 2K (videojuego de 2014)
NHL 2K fue un videojuego de hockey sobre hielo, desarrollado por Virtuos en asociación con Visual Concepts y publicado por 2K Sports. El juego se lanzó el 23 de octubre de 2014. Es el juego número 12 de la serie NHL 2K y el primero desde NHL 2K11 de 2010.
Anunciado el 17 de septiembre de 2014, NHL 2K es el primero de la serie lanzado exclusivamente para dispositivos móviles. Chris Snyder, vicepresidente de marketing de 2K Sports, consideró que el renacimiento de la marca en esas plataformas se basa en el éxito visto por el lanzamiento móvil de NHL 2K11, al mismo tiempo que apunta a un mercado desatendido. Confirmó que actualmente no hay planes para lanzar nuevos juegos NHL 2K en consolas domésticas.
NHL 2K se retiró de App Store y Google Play a mediados de 2016 después de dos años en el mercado.

## Icono del juego
El alero de los Anaheim Ducks, Ryan Kesler, es el atleta de portada de NHL 2K . También estuvo en la portada de NHL 2K11 y fue descrito como un amigo de la marca que ayudó con el desarrollo.

## Características
El juego introdujo un modo "MyCareer" completamente nuevo, similar al que se encuentra en la serie NBA 2K. Además, el juego también cuenta con modos recurrentes como Season, Free skate, Shootout, Winter Classic y tres contra tres minijuegos. También existe soporte para actualizaciones de listas en vivo, controladores, conectividad de Game Center e iCloud.

## Recepción
La versión de iOS recibió críticas "mixtas" según el sitio web agregador de reseñas Metacritic. Dentro de un 60 sobre 100.